# 比耶特山
47°02′15″N 08°50′28″E / 47.03750°N 8.84111°E

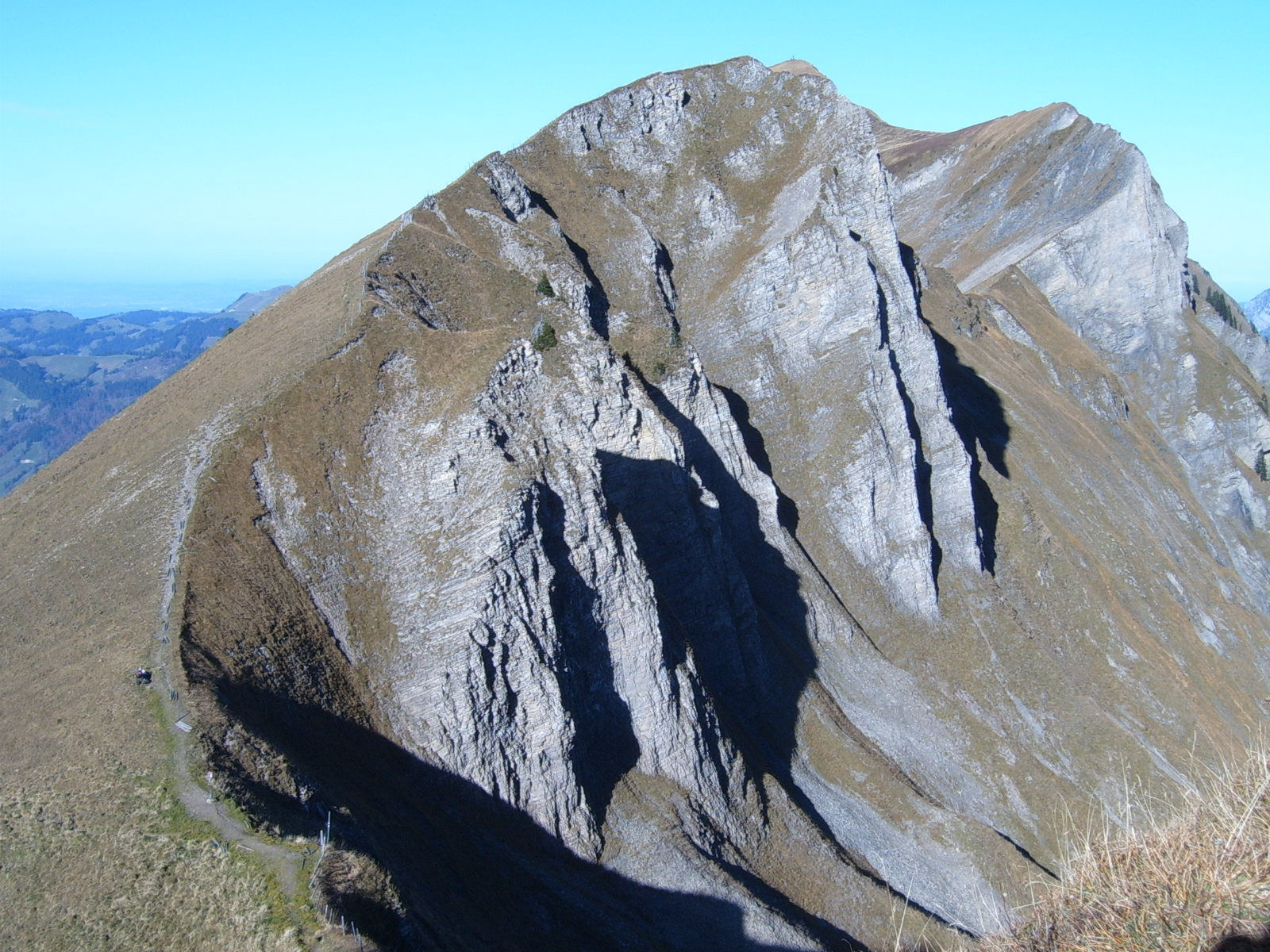

比耶特山（Biet），是瑞士的山峰，位於該國中部，由施維茨州負責管轄，屬於施維茨阿爾卑斯山脈的一部分，處於德呂斯山以北，海拔高度1,965米。

## 外部連結
- Biet on Hikr （页面存档备份，存于）